# Bársonyos fáskövirózsa
A bársonyos fáskövirózsa (Echeveria pulvinata) a kőtörőfű-virágúak (Saxifragales) rendjébe, ezen belül a varjúhájfélék (Crassulaceae) családjába és a fáskövirózsa-formák (Sempervivoideae) alcsaládjába tartozó faj.

## Előfordulása
A bársonyos fáskövirózsa Mexikó egyik endemikus növénye. Ennek a közép-amerikai országnak, csak a középső és délnyugati vidékein található meg.

## Változatai
- Echeveria pulvinata var. frigida Kimnach
- Echeveria pulvinata var. leucotricha (J.A.Purpus) Kimnach

## Képek

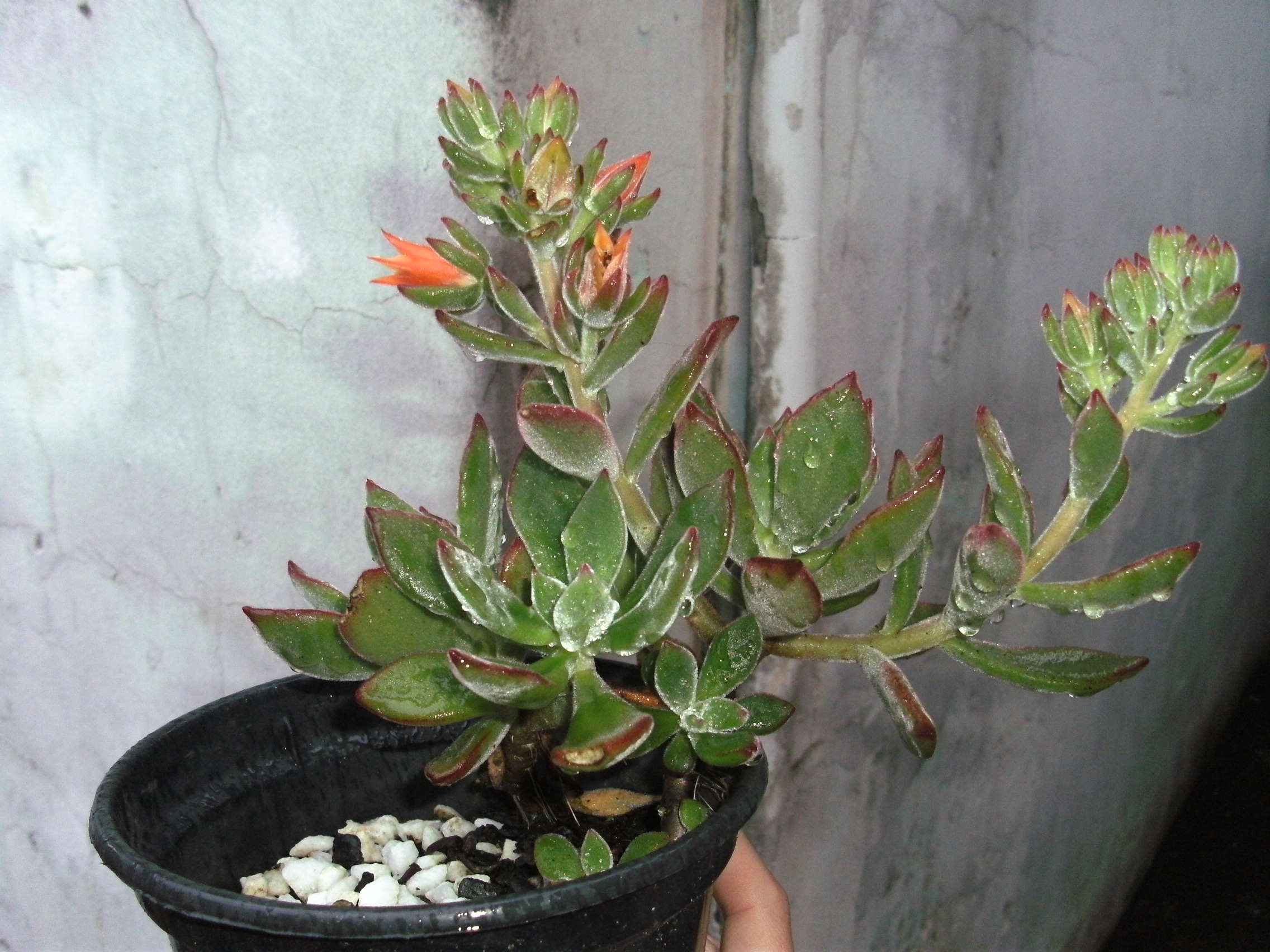
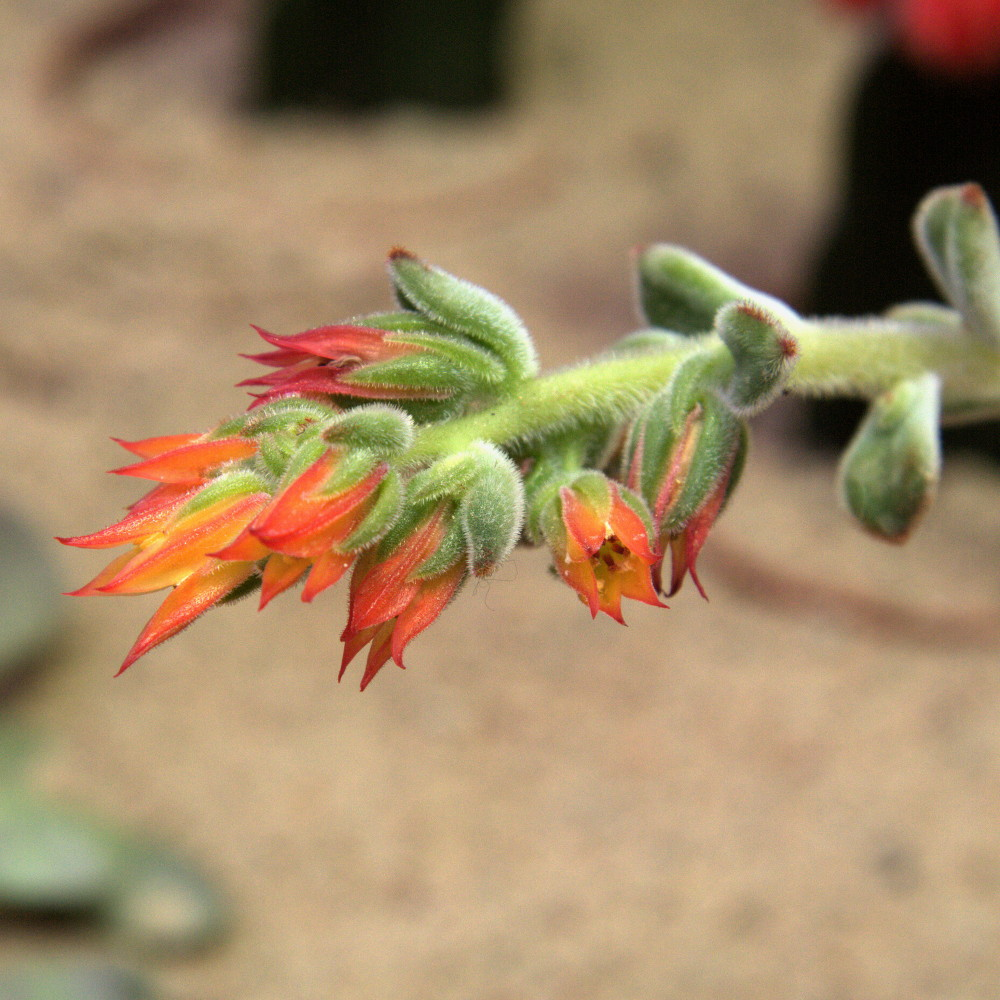
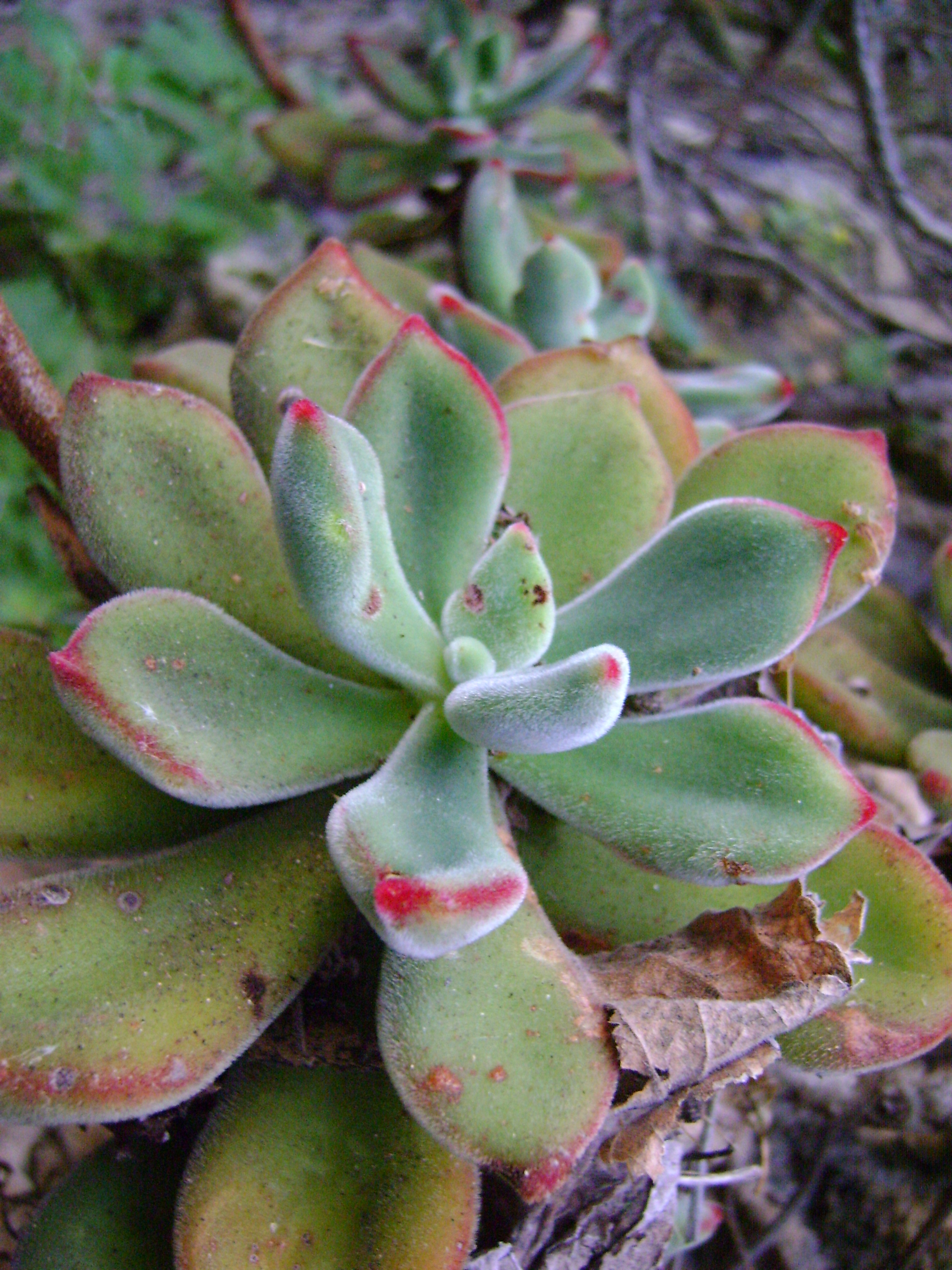
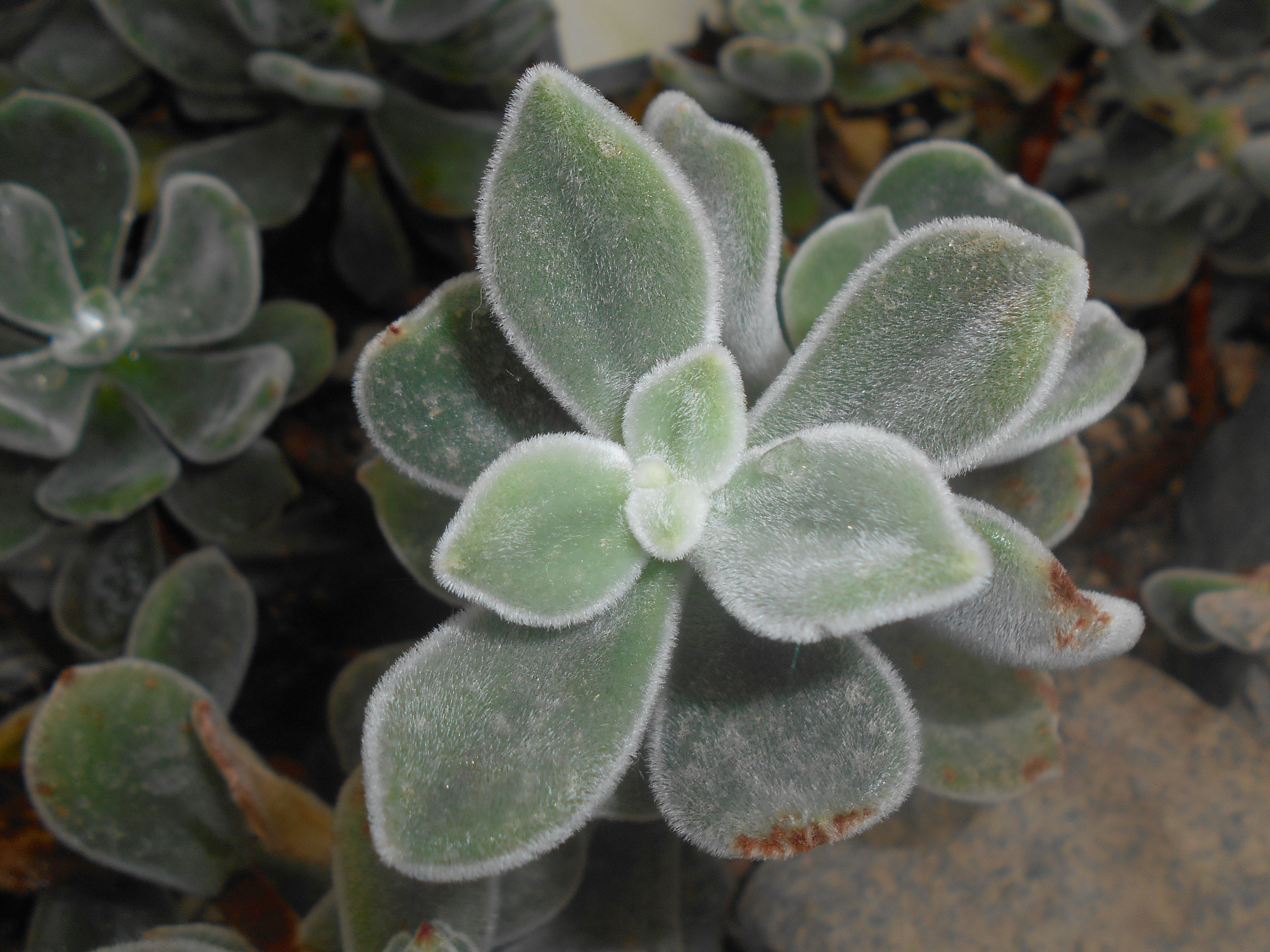
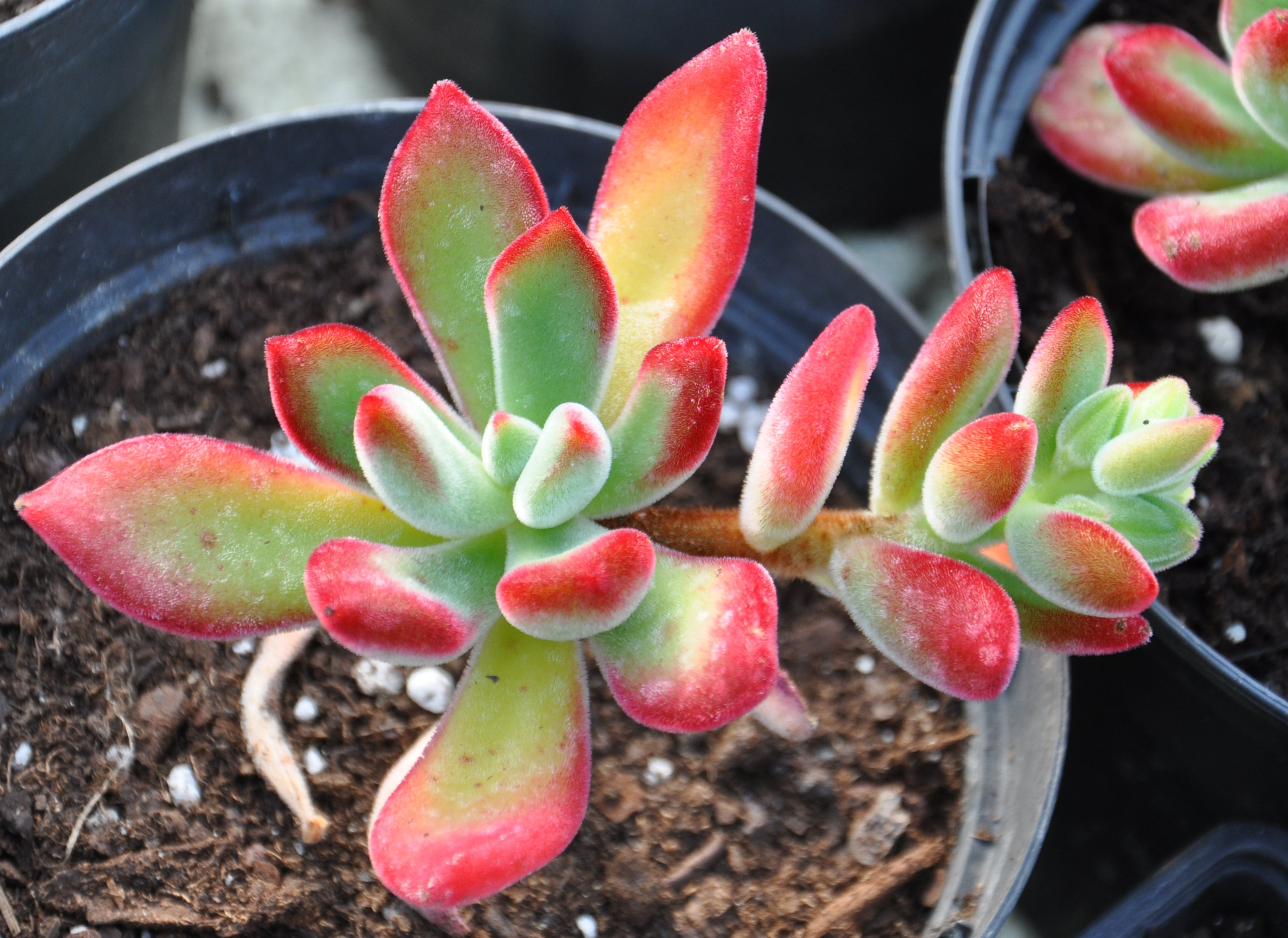
Termesztett 'Ruby'